# Condado de Johnson (Geórgia)
O Condado de Johnson é um dos 159 condados do Estado americano de Geórgia. A sede do condado é Wrightsville, e sua maior cidade é Wrightsville. O condado possui uma área de 794 km², uma população de 8 560 habitantes, e uma densidade populacional de 11 hab/km² (segundo o censo nacional de 2000). O condado foi fundado em 11 de dezembro de 1858.